# Johan Borg
Johan Borg i riksdagen kallad Borg i Södertälje, född 20 februari 1816 i Forsby socken, Skaraborgs län, död 30 maj 1870 i Södertälje, var en svensk postmästare och riksdagsman.
Borg var verksam som postmästare i Södertälje. Han var ledamot av riksdagens andra kammare för Södertälje, Norrtälje, Vaxholms, Öregrunds, Östhammars och Sigtuna valkrets våren 1867 samt under 1870 års riksdag. I riksdagen skrev han fyra egna motioner bland annat om ombildning av pedagogien i Södertälje till elementarläroverk och om undervisning av lantbefolkningen i uppförandet "finska torkrior".